# Risoba vitellina
Risoba vitellina är en fjärilsart som beskrevs av Moore 1882. Risoba vitellina ingår i släktet Risoba och familjen trågspinnare. Inga underarter finns listade.